# Volxemia
Volxemia är ett släkte av skalbaggar. Volxemia ingår i familjen långhorningar.
Kladogram enligt Catalogue of Life:
| Volxemia | \| \| Volxemia dianella \| \| \| \| \| \| Volxemia seabrai \| \| \| \| |
|          | \| \| Volxemia dianella \| \| \| \| \| \| Volxemia seabrai \| \| \| \| |
|          | Volxemia dianella                                                      |
|          |                                                                        |
|          | Volxemia seabrai                                                       |
|          |                                                                        |